# Сант'Енеа (Арецо)
Сант'Енеа је насеље у Италији у округу Арецо, региону Тоскана.
Према процени из 2011. у насељу је живело 25 становника. Насеље се налази на надморској висини од 366 м.